# モハマドゥ・イドリス
モハマドゥ "モ" ・イドリス（Mohammadou Idrissou, 1980年3月8日 - ）は、カメルーン・ヤウンデ出身の元同国代表のサッカー選手。イドリソとも表記される。

## 来歴

### クラブ
母国のRCバフーサム, コトンスポール・ガルアを経て、2000-01シーズン冬の中断期間にドイツ5部のFSVフランクフルトへ移籍した。FSVでは18試合15得点と大活躍したが4部に昇格出来なかった。しかし、イドリス個人としては翌2001-02シーズンに3部のSVヴェーエンに引き抜かれ、サベル・ベン・ネティシャ（Saber Ben Neticha）とコンビを組み得点を量産した。
翌シーズンに移籍金30万ユーロで1部の加入すると、フレディ・ボビッチとコンビを組み、初のトップリーグ挑戦ながら9得点を挙げる活躍を見せ、シーズン終了後に契約を2006年まで延長した。しかし、2004-05シーズンになると先発出場が1試合と出場機会が僅かなものとなり、さらに同シーズン冬の移籍市場でチームはヴェリコ・パウノヴィッチを獲得したことで居場所が失くなり、フランス1部のSMカーンに貸し出された。
2006年1月にMSVデュースブルクと個人契約を結ぶも、膝の問題からメディカルチェックを失敗し参加出来ず。また、ハノーファーに戻ることが出来ず無所属の状態に陥った。同年6月に今度はメディカルチェックに合格し、デュースブルクに2年契約で無事加入した。2部のデュースブルクでは8得点を挙げ昇格に貢献したが、翌シーズンの1部の舞台では無得点の日々が続き、2008年1月の移籍市場終了直前に2部のSCフライブルクへ移籍。フライブルクでの1年半は、ロビン・ドゥット監督の下でレギュラーとして25得点を挙げる活躍を見せ、ファンから一番人気を集めた。
フライブルクから契約延長のオファーがあったが拒否し、2010-11シーズンに自由移籍でボルシア・メンヒェングラートバッハへ2年契約で移籍し、33試合5得点を挙げた。2011-12シーズンになるとリュシアン・ファーヴル監督の構想外となり、2011年8月31日に2部のアイントラハト・フランクフルトへ加入。7節のアウェー エネルギー・コットブスとのデビュー戦（3-3）で89分に初得点を挙げ、8節のハンザ・ロストック戦（4-1）, 9節のディナモ・ドレスデン戦（4-1）でそれぞれ2得点と3試合で5得点と量産し、最終的に14得点を挙げ昇格に貢献したものの、2012年7月27日に2部の1.FCカイザースラウテルンと契約した。

### 代表
ユース時代に1999 FIFAワールドユース選手権に出場。A代表としては2003年にデビューを果たし、同年のFIFAコンフェデレーションズカップ2003に出場。コンフェデレーションズカップでは全5試合に出場し、チームは準優勝するも得点を挙げることは出来なかった。それから程なくして代表から遠ざかり、2006年に呼び戻されるなど定着は出来ずにいたが、ポール・ル・グエン監督の下ではレギュラーとしてサミュエル・エトーとコンビを組むまでになり、2010 FIFAワールドカップのメンバー入りを果たしたが、グループリーグ最下位で敗退した。また、エトーとのコンビにはピエール・ウェボやエリック・マキシム・シュポ＝モティングが選ばれ、イドリスは全3試合途中出場だった。

## 代表歴

### 出場大会
- カメルーン代表
  - 2010 FIFAワールドカップ

### 試合数
- 国際Aマッチ 39試合 6得点（2003年-2014年）[10]

| カメルーン代表 | 国際Aマッチ | 国際Aマッチ |
| 年             | 出場        | 得点        |
| -------------- | ----------- | ----------- |
| 2003           | 6           | 0           |
| 2004           | 6           | 0           |
| 2005           | 0           | 0           |
| 2006           | 1           | 2           |
| 2007           | 5           | 2           |
| 2008           | 5           | 0           |
| 2009           | 0           | 0           |
| 2010           | 11          | 2           |
| 2011           | 0           | 0           |
| 2012           | 1           | 0           |
| 2013           | 1           | 0           |
| 2014           | 3           | 0           |
| 通算           | 39          | 6           |